# Абас ибн Али
Ал-Абас ибн Али (на арабски: العباس بن علی) е един от 72-мата мъченици на Кербала и сподвижник на имам Хусейн, които са убити в деня на Ашура. Синът на Али ибн Аби Талиб и Умм ал-Банин (Фатима бинт Хизам ал-Килабия) е почитан от мюсюлманите заради предаността и саможертвата му към неговия полубрат Хусейн ибн Али и уважението му към Ахл ал-Бейт. 
Абас ибн Али е известен като най-великият воин в Арабия, унаследил мощта и величеството на своя баща Али ибн Аби Талиб.

## Галерия
- Абас в ислямската калиграфия

- Зияратът (гроба) в едноименната джамия в Кербала